# Polsko na Letních olympijských hrách 1956
Polsko na Letních olympijských hrách 1956 v Melbourne reprezentovalo 64 sportovců, z toho 49 mužů a 15 žen. Nejmladší účastník byla Natalia Kot (18 let, 158 dní), nejstarší pak Zygmunt Kiszkurno (35 let, 328 dnů). Reprezentanti vybojovali 9 medailí, z toho 1 zlatou, 4 stříbrné a 4 bronzové.

## Medailisté
| Medaile | Jméno                                                                                           | Sport                | Disciplína                                |
| ------- | ----------------------------------------------------------------------------------------------- | -------------------- | ----------------------------------------- |
| Zlato   | Elżbieta Krzesińská                                                                             | atletika             | Ženy skok daleký                          |
| Stříbro | Janusz Sidło                                                                                    | atletika             | Muži hod oštěpem                          |
| Stříbro | Adam Smelczyński                                                                                | sportovní střelba    | Muži trap                                 |
| Stříbro | Jerzy Pawłowski                                                                                 | šerm                 | Muži šavle                                |
| Stříbro | Ryszard Zub Wojciech Zabłocki Andrzej Piątkowski Zygmunt Pawlas Marek Kuszewski Jerzy Pawłowski | šerm                 | Družstva mužů                             |
| Bronz   | Zbigniew Pietrzykowski                                                                          | box                  | Muži váha lehkotěžká do 71 kg             |
| Bronz   | Henryk Niedźwiedzki                                                                             | box                  | Muži pérová váha do 57 kg                 |
| Bronz   | Marian Zieliński                                                                                | vzpírání             | Muži pérová váha do 60 kg                 |
| Bronz   | Barbara Wilk Lidia Szczerbińska Helena Rakoczy Danuta Nowak Natalia Kot Dorota Horzonek         | sportovní gymnastika | Družstva žen – společné sestavy s náčiním |